# The Mission Bell
The Mission Bell is een album van de Engelse christelijke rockband Delirious? dat werd uitgegeven op 7 november 2005. Dit album wordt op de computer herkend als cd-rom die een video genaamd "Inside The Studio" van 12 minuten bevat.

## Nummers
1. Stronger - 4:51
2. Now is the Time - 4:05
3. Solid Rock - 4:33
4. All This Time - 5:26
5. Miracle Maker - 5:44
6. Here I Am Send Me - 4:13
7. Fires Burn - 4:18
8. Our God Reigns - 5:41
9. Love is a Miracle - 3:48
10. Paint the Town Red - 2:19
11. Take Off My Shoes - 6:28
12. I'll See You - 3:46